# Persepolis (film)

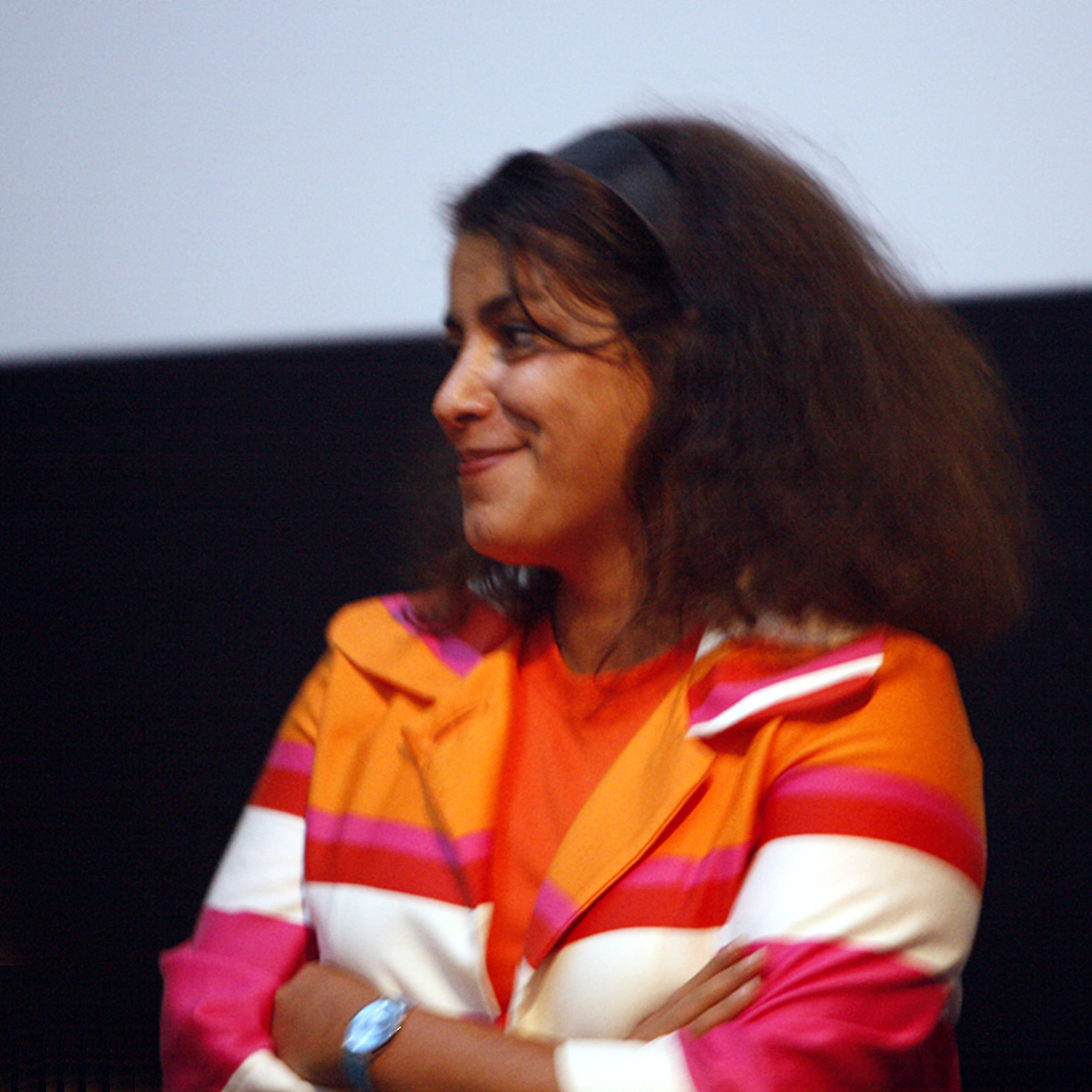
Marjane Satrapi alla première di Persepolis

Persepolis è un film d'animazione del 2007, candidato all'Oscar, basato sull'omonimo romanzo a fumetti autobiografico. La pellicola è stata scritta e diretta da Marjane Satrapi, l'autrice delle memorie, e da Vincent Paronnaud. Il titolo è un riferimento all'antica città storica di Persepoli.
La storia, un romanzo di formazione, inizia poco prima della Rivoluzione iraniana, mostrando attraverso gli occhi di Marjane, che inizialmente ha nove anni, come le speranze di cambiamento della gente furono infrante lentamente quando presero il potere i fondamentalisti islamici, obbligando le donne a coprirsi la testa, riducendo ulteriormente le libertà della popolazione e imprigionando migliaia di persone. La storia si conclude con Marjane, ormai ventiduenne, che espatria.
Il film ha vinto il Premio della giuria al Festival di Cannes 2007 ed è stato distribuito in Francia ed in Belgio il 27 giugno 2007, mentre in Italia è uscito nelle sale il 29 febbraio 2008.
Nel suo discorso durante il ricevimento del premio a Cannes, Satrapi ha detto: "nonostante questo film sia universale, voglio dedicare il premio a tutti gli Iraniani."

## Trama
Marjane è una bambina curiosa, allegra ed energica, educata dai genitori che sono di educazione cittadina borghese, così come la nonna. Lo zio, proveniente da un gruppo comunista delle province dell'Azerbaigian, viene liberato dalla prigione, dov'era stato rinchiuso insieme ad altri prigionieri politici per molti anni, e Marjane si avvicina grazie a lui alla politica e agli eventi che sta vivendo il suo Paese. Lo zio le racconta la sua storia, le sue sofferenze e di come abbia combattuto per il trionfo del proletariato, scappando perfino in Unione Sovietica. La piccola è affascinata e quindi per lei, mentre in Iran la rivoluzione islamica contro lo scià giorno dopo giorno sta prendendo piede, aumenta il proprio coinvolgimento nella vita politica del Paese.
Quando scoppia la guerra tra Iran e Iraq, di fronte a una società sempre meno laica, i genitori la vogliono proteggere e la mandano all'estero, al liceo francese di Vienna. Marjane però non si adatta bene alla vita europea. Passa di casa in casa, conoscendo la cultura occidentale, frequentando i ritrovi giovanili e vivendo per la prima volta l'amore, che purtroppo finisce presto, lasciandola talmente delusa da farla vagare per Vienna, senza un tetto. A causa del fumo e delle notti trascorse all'aperto, Marjane rischia la vita: dopo essere stata ricoverata in ospedale ed essere guarita, decide di chiamare i suoi genitori in Iran e li informa che presto sarebbe tornata a casa, ma senza che facciano domande sugli anni passati in Austria.
Tornata in Iran si deprime sempre più, perché trova il suo paese in condizioni peggiori di come lo aveva lasciato. Decide di sposarsi, ma la vita coniugale si rivela deludente, così come il ritorno nel Paese nativo. Di fronte all'evoluzione negativa, Marjane chiede il divorzio, lascia Teheran e si trasferisce a Parigi, lasciando i genitori e la nonna.

## Tecnica
Per aiutare la trasposizione del fumetto in animazione il direttore artistico e il produttore esecutivo, Marc Jousset, hanno pensato al disegno. L'animazione è attribuita allo studio Perseprod ed è stata creata da due studi specializzati: Je suis bien content e Pumpkin 3D. Il film è quasi interamente in bianco e nero nello stile dei graphic novel originali. Le scene dei "giorni nostri" vengono mostrate a colori, mentre le sezioni della narrazione storica assomigliano ad uno spettacolo del teatro delle ombre.

## Cast
Tra gli attori che hanno prestato la loro voce nell'edizione italiana sono presenti:
- Paola Cortellesi, voce di Marjane Satrapi da adulta
- Angelica Bolognesi, voce di Marjane da piccola
- Licia Maglietta, voce di Tadji Satrapi, la madre di Marjane
- Sergio Castellitto, voce di Ebi Satrapi, il padre di Marjane
- Miranda Bonansea, voce della nonna di Marjane

Nella versione originale sono presenti:
- Chiara Mastroianni, voce di Marjane adolescente ed adulta, nelle tracce audio inglesi e francesi
- Catherine Deneuve, voce della madre, nelle tracce audio inglesi e francesi
- Danielle Darrieux, voce della nonna
- Simon Abkarian, voce del padre

La versione inglese comprende inoltre Sean Penn, Iggy Pop e Gena Rowlands.

## Reazione del governo iraniano
Il film ha attirato proteste dal governo iraniano. Anche prima del suo debutto al Festival di Cannes, l'organizzazione legata al governo Iran Cionnis Foundation ha inviato una lettera all'ambasciata francese a Teheran dicendo: "Quest'anno il Festival del cinema di Cannes, con un atto anticonvenzionale e non idoneo, ha selezionato un film sull'Iran che ha presentato una faccia irrealistica dei traguardi e dei risultati della gloriosa Rivoluzione islamica in alcune delle sue parti."
Nel giugno del 2007 il film è stato scartato dalla scaletta del Bangkok International Film Festival a seguito di pressioni provenienti dal governo iraniano. Il direttore del Festival Chattan Kunjara na Ayudhya ha dichiarato: "Sono stato invitato dall'ambasciata iraniana a discutere la questione ed abbiamo raggiunto entrambi un accordo comune sul fatto che sarebbe stato benefico per entrambi i paesi se il film non fosse stato proiettato" e "È un buon film in termini artistici, ma dobbiamo considerare altre questioni che potrebbero presentarsi qui."

## Critica
Il film sostanzialmente ha ricevuto recensioni positive. Il 16 febbraio 2008, l'aggregatore di recensioni Rotten Tomatoes riportava che il 96% delle critiche dava al film un giudizio positivo, basato su 93 recensioni. Metacritic riporta che il film ha un punteggio medio di 90 su 100, basato su 30 recensioni.
Persepolis è stato acclamato anche dalla critica cinematografica francese, tedesca e statunitense .
Richard Corliss della rivista TIME ha eletto il film come uno dei migliori 10 film del 2007, posizionandolo in sesta posizione e definendolo "un discendente legittimo dei classici Disney: una favola di formazione, che riesce ad essere sia struggente che esuberante".

### Classifica dei migliori 10 film
Il film è apparso su molte classifiche dei migliori 10 film del 2007.
- 2° - Stephen Hunter, The Washington Post
- 3° - Marc Savlov, The Austin Chronicle
- 3° - Marjorie Baumgarten, The Austin Chronicle
- 4° - Claudia Puig, USA Today
- 4° - Lisa Schwarzbaum, Entertainment Weekly
- 4° - Mike Russell, The Oregonian
- 4° - Stephanie Zacharek, Salon
- 4° - Stephen Holden, The New York Times
- 9° - Richard Corliss, TIME magazine
- 10° - Ella Taylor, LA Weekly

## Riconoscimenti
Persepolis è stato il secondo film ad essere candidato come miglior film d'animazione che è stato classificato "PG-13" negli Stati Uniti, dopo Appuntamento a Belleville (anch'esso un film francese). Inoltre, è il primo film in animazione tradizionale da Koda, fratello orso del 2003. È stato anche il candidato francese come Miglior film straniero, ma non è arrivato alla cinquina finale.
- Premi Oscar 2008
  - Candidato come Miglior film d'animazione
- 65º Golden Globe
  - Candidato come Miglior film straniero
- Festival di Cannes 2007
  - Vincitore del Premio della giuria
  - Candidato alla Palma d'oro
- European Film Awards 2007
  - Candidato come Miglior Fotografia
- London Film Festival 2007
  - Southerland Trophy (Grand premio del festival)
- Cinemanila International Film Festival 2007
  - Premio speciale della giuria
- São Paulo International Film Festival 2007
  - Vincitore come Miglior Film Straniero
- Vancouver International Film Festival 2007
  - Vincitore del Rogers People's Choice Award come Film Internazionale più Famoso
- Premi César 2008
  - Miglior adattamento
  - Migliore opera prima